# Marktgraitz
Marktgraitz är en köping (Markt) i Landkreis Lichtenfels i Regierungsbezirk Oberfranken i förbundslandet Bayern i Tyskland.
Köping ingår i kommunalförbundet Redwitz an der Rodach tillsammans med kommunen Redwitz an der Rodach.